# 王蓋
王蓋（1468年—？），字舜功，直隶宁国府宣城县人，民籍，明朝政治人物。

## 生平
應天府鄉試第三十九名舉人。弘治十二年（1499年）中式己未科會試第三名，二甲第八十七名進士。十三年十二月授户科給事中，巡视光禄寺，十四年十二月劾都察院左佥都御史陈璚阿附王府，踏勘屯地失实。又陈边务十三事。十七年八月弹劾尚書马文升老病，纵容少子纳贿，司属作弊。

## 家族
曾祖王允中，县丞；祖王昌裔，知縣；父王良。嫡母楊氏；继母楊氏；生母俞氏。慈侍下。